# دان كاميرون
دان كاميرون (بالإنجليزية: Dan Cameron)‏ هو أمين متحف وصحفي أمريكي، ولد في 1956.